# Georg Hanreich
Georg Hanreich (26. července 1887 Vlasatice – 6. května 1955 Hargelsberg) byl československý politik německé národnosti a meziválečný poslanec Národního shromáždění za Německý svaz zemědělců (Bund der Landwirte) a později za Sudetoněmecký svaz venkova.

## Biografie
Byl synem rolníka. Vystudoval státní reálnou školu v Brně. Na Vídeňské univerzitě vystudoval obor germanistika a anglistika. Pracoval nejdříve jako odborný učitel ve Vídni a v Brně.
Podle údajů k roku 1930 byl profesí rolníkem ve Vlasaticích na Moravě.
V parlamentních volbách v roce 1920 získal poslanecké křeslo v Národním shromáždění za Německý svaz zemědělců. Mandát za něj obhájil v parlamentních volbách v roce 1925. Během volebního období se ale roku 1927 od své strany odtrhl (respektive byl vyloučen, protože na rozdíl od strany hlasoval proti návrhu zákona o organisaci politické správy, který zaváděl zemské zřízení), dočasně byl nezařazeným poslancem a jako hospitant se přidal k poslaneckému klubu Maďarské národní strany. O mandát přišel roku 1928 a ve sněmovně ho nahradil Josef Freising. V parlamentních volbách v roce 1929 kandidoval za novou politickou stranu Sudetoněmecký svaz venkova (Sudetendeutscher Landbund, SdLB), na jejímž vzniku se podílel. Do voleb šla v koalici s Německou nacionální stranou (DNP). Jako jediný kandidát Sudetoněmeckého svazu venkova se dostal do sněmovny. Zasedal pak v poslaneckém klubu DNP. V říjnu 1933 z tohoto klubu ovšem vystoupil a byl pak nezařazeným poslancem.